# Podbranský mlýn
Podbranský mlýn v Horažďovicích v okrese Klatovy je bývalý vodní mlýn s elektrárnou, který stojí na řece Otava. V letech 1958–1980 byl chráněn jako nemovitá kulturní památka České republiky.

## Historie
Mlýn byl nejníže položeným mlýnem při vodním kanálu zvaném Mlýnský náhon nad jeho ústím do Otavy pod městskou branou zvanou Branka. Město jej ještě pod názvem „Na vlnách“ koupilo v roce 1373.
Začátkem 19. století v něm byla olejna, kde se lisoval olej ze lněných semen, a od roku 1881 se zde vyráběla vata z bavlny.
V roce 1903 zahájilo město jednání s firmou František Křižík z Prahy o zavedení elektrického osvětlení. Dohodlo se s mlynářem Kordou na instalaci dynama poháněného vodním kolem. Elektrárna poté ve mlýně zahájila činnost v roce 1905. Vzdušným vedením byly na elektrárnu připojeny čtyři obloukové lampy, které osvětlovaly veřejná prostranství, a také řada obytných domů. Křižíkova firma dodala soukromým odběratelům kolem 1000 žárovek a 3 motory. V případě zamrznutí řeky v zimě poháněl dynamo parní stroj.
Mlýn byl v provozu do roku 1919. Počátkem 90. let 20. století bylo ještě zařízení mlýnice částečně dochováno.

## Popis
Jednopatrový mlýn je krytý sedlovou střechou. Nad vstupem na ose má kamennou desku se šternberským znakem, latinským nápisem a datem 1711.
Kombinovaná elektrárna využívala sílu vody, páry a nafty. Vodní síla byla zužitkována jednou Francisovou turbínou (výkon 33 ks), která poháněla dynamo o výkonu 23 kW z roku 1903 od Františka Křižíka. Parní část byla zařízena lokomobilou systému Wolf (výkon 85 ks), která poháněla Křižíkovo dynamo o výkonu 59 kW z roku 1913. Posledním zdrojem energie byl Dieselův motor (výkon 170 ks), který poháněl Křižíkovo dynamo o výkonu 120 kW z roku 1924. Akumulátor měl 136 článků, naplánováno bylo nahrazení 33 ks turbíny za 50 ks.